# Bisdom Saint-Louis du Sénégal

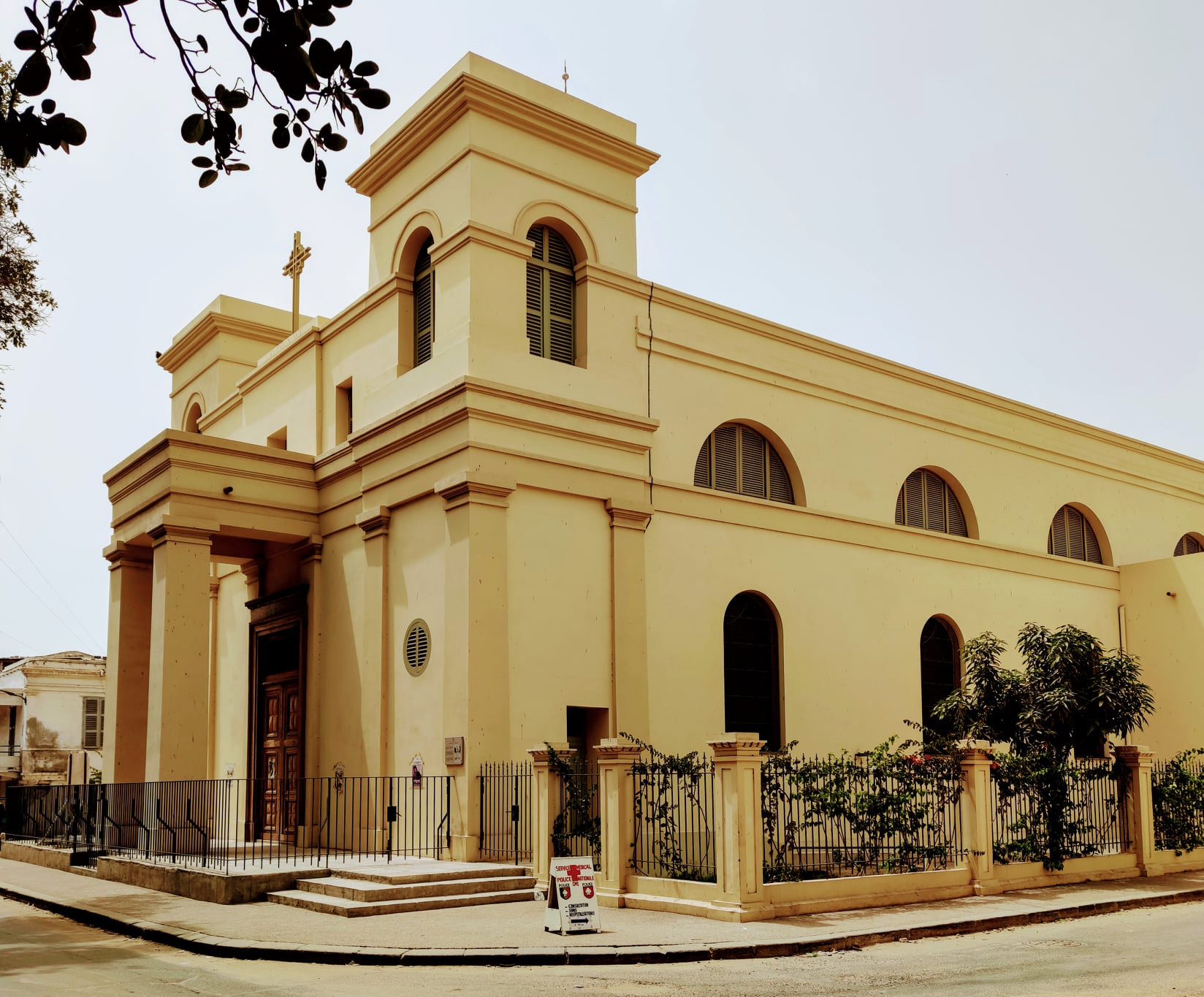
De kathedraal van Saint-Louis

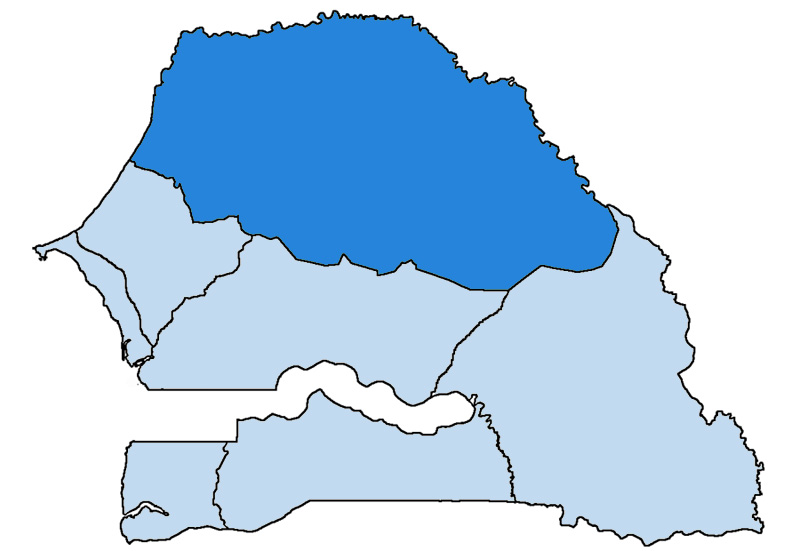
Het bisdom binnen Senegal

Het bisdom Saint-Louis du Sénégal (Latijn: Dioecesis Sancti Ludovici Senegalensis) is een rooms-katholiek bisdom met als zetel Saint-Louis in Senegal. Het is een suffragaan bisdom van het aartsbisdom Dakar. Het werd opgericht in 1966. Hoofdkerk is de kathedraal Saint-Louis.
In 2020 telde het bisdom negen parochies. Het bisdom heeft een oppervlakte van 73.315 km² en omvat de regio's Saint-Louis, Matam et Louga. Het bisdom telde in 2020 6.952 katholieken op een totale bevolking van 2.101.000, ongeveer 0,3% van de bevolking.

## Geschiedenis
In 1763 werd de apostolische prefectuur Senegal opgericht waarvan de naam in 1936 werd veranderd in Saint-Louis du Sénégal. In 1966 werd Saint-Louis verheven tot een bisdom.

## Bisschoppen
- Prosper Paul Dodds, C.S.Sp. (1966-1973)
- Pierre Sagna, C.S.Sp. (1974-2003)
- Ernest Sambou (2003-2023)
- vacant